# 土田製作
土田製作（日语：土田プロダクション），是前日本動畫製作公司。

## 概要、歷史
擁有放送動畫製作背景的土田治曾在Office UNI（與一家處理動畫的背景和美術公司Office UNI是不一樣的公司）擔任員工，然後於1974年左右創立了該公司，作為一家分包動畫製作公司，承包作畫、演出、上色。該公司成立時主要作為《大飯桶》等日本動畫公司的總承包業務，但從1980年開始，該公司開始承包《加油權兵衛》的製作。1982年製作《猿飛小忍者》之後，主要從事NAS作品的實質製作。截至1984年，總公司位於東京都練馬區富士見台2丁目5番4號的「富士見台第一大樓」（大樓後來被拆除，不再存在）。
自1983年起參與製作的《足球小將翼》雖然讓該公司迅速受到關注，但生意卻陷入了低迷。與《足球小將翼》同時製作的《高校！奇面組》由製作組（茂垣弘道、三澤伸、金澤比呂司、原田一男等人）分出並獨立，STUDIO COMET成立後接手（GALLOP也參與了製作，直到製作體系建立起來）。
之後，《足球小將翼》播放終了，公司現金流惡化，破產。1986年7月11日倒閉。

## 主要作品

### 電視動畫
| 開始年份 | 放送期間       | 中文名稱     | 日文名稱 | 備註              |
| -------- | -------------- | ------------ | -------- | ----------------- |
| 1980年   | 4月—9月        | 加油權兵衛   |          |                   |
| 1980年   | 9月—1982年10月 | 漫畫山田君   |          |                   |
| 1980年   | 10月—1982年6月 | 漫畫諺語事典 |          |                   |
| 1982年   | 10月—1984年3月 | 猿飛小忍者   |          |                   |
| 1983年   | 4月—1984年4月  | 漫畫日本史   |          |                   |
| 1983年   | 10月—1986年3月 | 足球小將翼   |          |                   |
| 1984年   | 4月—9月        | 藍寶         |          |                   |
| 1984年   | 10月—1985年9月 | 新好小子     |          |                   |
| 1985年   | 10月—12月      | 高校！奇面組 |          | 製作至第7話為止。 |

### 電影動畫
| 上映年份 | 中文名稱                            | 日文名稱 |
| -------- | ----------------------------------- | -------- |
| 1981年   | 漫畫山田君                          |          |
| 1985年   | 足球小將翼：決戰歐洲                |          |
| 1985年   | 足球小將翼：危險！全日本Jr.         |          |
| 1986年   | 足球小將翼：奔向明日！              |          |
| 1986年   | 足球小將翼：世界大決戰!! Jr. 世界盃 |          |

### OVA
| 發行年份 | 中文名稱           | 日文名稱 |
| -------- | ------------------ | -------- |
| 1984年   |                    |          |
| 1985年   | 檸檬雞尾酒 LOVE30S |          |

### 協力製作
- 昆蟲物語 新孤兒哈奇（協力製作，總承包商：龍之子製作公司，共同製作：和光Production（日语：ワコープロ）、藝術工作室，1974年）
- 電子神童（協力製作，總承包商：SHIN-EI動畫，1982年）
- 雷鳥2086（試播版協力製作[注 1]，總承包商：JIN PRODUCTION，約1982年）
- 愛的戰士彩虹化身俠（協力製作，總承包商：愛企劃中心，1982年）

## 相關人物
- 渡邊一
- 福本潔
- 川島彰（日语：川島彰）
- 小川博司
- 岡迫亘弘（日语：岡迫亘弘）（現Studio Victory（日语：スタジオ・ヴィクトリー）代表）
- 茂垣弘道（現STUDIO COMET代表）
- 三澤伸（現隸屬於STUDIO COMET）
- 別府幸司（日语：別府幸司）（現隸屬於STUDIO COMET）
- 一川孝久（日语：一川孝久）（現隸屬於STUDIO COMET）
- 興村忠美（日语：興村忠美）（STUDIO COMET出身，現隸屬於Studio elle（日语：スタジオエル））
- 山田雄三（日语：山田雄三）（馬場健，現隸屬於STUDIO COMET）
- 金澤比呂司（日语：金沢比呂司）（現隸屬於STUDIO COMET）
- 竹內昭（日语：竹内昭）

## 相關項目
- 摔角之星 阿茲特克皇帝
- 日本動畫工作室列表

## 由土田製作OB設立的動畫工作室

### 目前
- STUDIO COMET—由製作人茂垣弘道和演出家三澤伸、動畫師金澤比呂司（日语：金沢比呂司）、音效製作人原田一男（日语：原田一男）等人共同設立。
- 雲雀工作室—由專門上色的光延幸子設立。
- Studio 501—由動畫師小川博司設立。
- Studio Victory（日语：スタジオ・ヴィクトリー）—由動畫師岡迫亘弘設立。
- Bridge—由製作人大橋千惠雄歷經日昇動畫後設立。

### 已歇業
- Studio Fantasia—由色彩指定及檢查的飯塚智久設立。
- Kaosu Project（日语：カオスプロジェクト）—由文藝出身的榎本步光從Studio Fantasia第一工作室分出並獨立。

## 外部連結
- （日語）